# ゴ・バオ・チャウ
ゴ・バオ・チャウ（ベトナム語：Ngô Bảo Châu / 吳寶珠[ŋo ɓa᷉ːʊ̯ cəʊ̯] 、1972年6月28日 - ）、ベトナムの数学者。現在はフランスとベトナムの国籍を持っている。2010年にベトナム人としてはじめてフィールズ賞を受賞した。

## 概要
- 1972年、ベトナム民主共和国（北ベトナム）のハノイに生まれ、高校時代は国際数学オリンピックで、 2大会連続の金メダリスト（1988と1989年度）。
- 1992年、フランスに留学。
- 1998年、フランス国立科学研究センターの研究員。
- 2004年、パリ第11大学の教授に就任。
- 2007年からはプリンストン高等研究所の研究員兼任。
- 2010年9月から、シカゴ大学の教授に招聘される。

## 専門
代数幾何学、群論など。中でも2008年にラングランズ・プログラムの基本補題の証明に成功したことはよく知られている。

## 受賞歴
- 2004年 - クレイ研究賞（ジェラール・ロウモンと共同受賞）
- 2010年 - フィールズ賞